# Iva Prandzheva
Iva Prandzheva (Bulgaria, 15 de febrero de 1972) fue una atleta búlgara, especializada en la prueba de triple salto en la que llegó a ser medallista de bronce mundial en 1993.

## Carrera deportiva
En el Mundial de Stuttgart 1993 ganó la medalla de bronce en el triple salto, con un salto de 14.23 metros, tras las rusas Anna Biryukova (oro con 15.09 metros que fue el récord del mundo) y Iolanda Chen (plata con 14.70 metros).